# Charlatan - Il potere dell'erborista
Charlatan - Il potere dell'erborista (Šarlatán) è un film del 2020 diretto da Agnieszka Holland.

## Trama
Figlio di un fioraio, Jan Mikolášek  acquisisce molte nozioni di erboristeria essendo da quando era piccolo attratto dalle piante e dalla loro proprietà medicinali.
In giovane età riesce a salvare la sua sorella da una cancrena con l'aiuto delle erbe. 
Impara dalla signora Mulbacherova come analizzare le urine e interpretare le differenze per diagnosticare le malattie dei pazienti. L'uomo diventerà così il più grande guaritore del suo tempo. Al suo fianco il suo fidato collaboratore e amante Frantisek Palko.
Insieme dovranno fare i conti con la comunità scientifica e dei suoi nemici che cercheranno di screditare le sue capacità di guaritore chiedendo una condannar a morte. 

## Distribuzione
Il film è stato distribuito nelle sale cinematografiche italiane a partire dal 12 agosto 2021.